# Estación de Santurce (Cercanías Bilbao)
Santurce (en euskera y oficialmente Santurtzi) es una estación de ferrocarril situada en el municipio español de Santurce, en Vizcaya, comunidad autónoma del País Vasco. Es una de las cabeceras de la línea C-1 de la red de Renfe Cercanías Bilbao operada por Renfe. 
En sus proximidades se encuentra la estación de mercancías de Bilbao-Mercancías.

## Situación ferroviaria
La estación se encuentra en el punto kilométrico 13,3 de la línea férrea de ancho ibérico que une Bilbao con Santurce, a 5 metros de altitud.

## Historia
El 27 de septiembre de 1888 con la apertura al tráfico del tramo Portugalete-Baracaldo se abrió en su totalidad la línea férrea Bilbao-Portugalete cuya construcción quedó a cargo de la Compañía del Ferrocarril de Bilbao a Portugalete. En 1926, dicho trazado fue prolongado dando lugar a dos nuevas paradas, la de Peñota y la de Santurce. En 1941, con la nacionalización del ferrocarril en España, el recinto pasó a depender de RENFE. 
A principios del siglo XXI, la antigua estación fue derribada y sustituida por otra nueva que se levantó no muy lejos del edificio original (100 m antes, alejándola del centro). Las obras fueron impulsadas por la sociedad Bilbao Ría 2000 e inauguradas el 10 de julio de 2003. Desde finales de 2004, la estación es propiedad de Adif.

## La estación
La nueva estación de Santurce fue construida unos 100 metros antes que la anterior estación alejándola del centro. Está ubicada en un característico edificio de vidrio y metal que cubre una singular marquesina inclinada de la que sobresalen unos mástiles. Cuenta con dos andenes, uno lateral y otro central, y con cuatro vías. La obra fue ejecutada por Bilbao Ría 2000 e inaugurada el 10 de julio de 2003. La estación, como su predecesora, conecta con la estación de Bizkaibus de Parkea/Parque aunque el cambio de lugar también perjudicó esta conexión no siendo una conexión tan directa como antes al no estar tan céntrica, no obstante, diferentes obras posteriores han facilitado la conexión. En el mismo edificio de la estación también se encuentran las nuevas instalaciones de DYA de Santurce. 
El espacio que ocupaba la antigua estación de Renfe en Santurce se utilizó como aparcamiento provisional en superficie que posteriormente desapareció para dar lugar a una ampliación del Parque Central creando un aparcamiento subterráneo. Además, junto al parque se han construido un tanque de agua de tormentas de 12.000 metros cúbicos de almacenaje, gracias al cual el parque central no se inundará con las lluvias, y dos pequeños edificios unidos por una pérgola. Uno de ellos alberga la oficina de información juvenil, y el otro edificio contiene la maquinaria del tanque de tormentas.

## Servicios ferroviarios

### Cercanías
Los trenes de la línea C-1 de la red de Cercanías Bilbao que opera Renfe tienen parada en la estación, siendo esta una de las cabeceras de la línea. Entre semanas la frecuencia media es de un tren cada veinte-treinta minutos.
| procedencia/destino | < estación | Línea | estación > | destino/procedencia |
| ------------------- | ---------- | ----- | ---------- | ------------------- |
| Bilbao Abando       | Peñota     |       | Terminal   | Terminal            |

## Bilbao-Mercancías y ampliación del Parque Central
Adentrándose en el puerto y tras pasar un paso a nivel se encuentra la estación de Bilbao-Mercancías, inaugurada en el año 2002, únicamente utilizada para los trenes de mercancías (no pertenece a la línea de cercanías pero está conectada con ella), si bien anteriormente también existía el paso a nivel pero para un uso menor. Motivo por el cual no se puede suprimir dicho paso a nivel a pesar de los planes de ampliación del parque, llamado Parque Central, eliminando esas vías. Además, tampoco es posible un soterramiento de la línea debido al aparcamiento subterráneo y al tanque de tormentas situado en la antigua estación. 
La eliminación del paso a nivel, y en consecuencia de las vías de acceso del puerto a la C-1, se podría dar utilizando el túnel del Serantes y su conexión con la C-2. Sin embargo, la oposición de los habitantes de esa zona que no quieren mercancías que mermen el servicio de pasajeros (apenas tienen trenes cada 20-30 minutos) debido a su vía única con sus pequeños apartaderos que no hace viable esa posibilidad sin una mejora de la línea. Además, dichos vecinos rechazan una posible duplicación de vía para posibilitar dicho tráfico debido al agravio comparativo que supondría respecto a Santurce que se le quitarían el paso de mercancías. Mientras que en Santurce si hay capacidad para dicho tráfico sin nuevas inversiones.
Por ello la nueva salida de Bilbao-Mercancías y la consiguiente ampliación del parque donde estaba la antigua estación solo se podría dar con la construcción de la Variante sur ferroviaria de mercancías de Bilbao completa, proyecto aplazado sine die. Aun así tampoco es seguro la supresión del paso a nivel en caso de que las autoridades competentes consideren oportuno tener una "vía de emergencia" en caso de problemas en el túnel del Serantes o en los túneles de la variante.
Incluso el mantenimiento de esas vías con el paso a nivel podría suponer, sin grandes inversiones, la rápida conexión ferroviaria para pasajeros de Santurce con la subcomarca de la Zona Minera mediante el Túnel del Serantes. O la construcción de una parada en la zona conocida del parque de la Sardinera proyecto planteado a principios de los años 2000.